# مایپونگا، ساوت استرالیا
مایپونگا (به انگلیسی: Myponga) یک شهرک در استرالیا است که در استرالیای جنوبی واقع شده‌است.